# É Isso Aí (álbum)
É Isso Aí é o primeiro álbum da cantora e compositora brasileira Paula Lima, lançado em 2001.

## Desenvolvimento
Lançado pela gravadora Regata Music, do letrista e produtor Bernardo Vilhena, o álbum conteve participação de vários nomes da Música negra, Paula faz duetos com Ed Motta nas faixas Perdão Talvez  e em As Famosas Gargalhadas do Yuka (uma homenagem a Marcelo Yuka ex-baterista da banda O Rappa), Gerson King Combo em É Tão Bom,  Don Betto em Vem Amor, Ivo Meirelles e o Funk'n'Lata em Mangueira, Paula ganhou uma canção inédita de Jorge Benjor: A Paz Dançando na Avenida, a cantora havia feito backing vocal para o cantor nas faixas Engenho de Dentro e Princesa do álbum 23 lançado em 1993, também houve a participação dos músicos: os tecladistas William Magalhães da Banda Black Rio e Fábio Fonseca, o baixista Arthur Maia, os guitarristas Paulinho Guitarra, Claudio Zolie o violonista de sete cordas Josimar Monteiro.

## Lista de faixas
| N.º | Título                                          | Compositor(es)                         | Duração |  |
| 1.  | "Tive Razão"                                    | Seu Jorge                              | 5:07    |  |
| 2.  | "É Tão Bom (com Gerson King Combo)"             | Paula Lima, Zé Ricardo                 | 5:09    |  |
| 3.  | "Proceder"                                      | Max de Castro, Bernardo Vilhena        | 5:03    |  |
| 4.  | "É Isso Aí"                                     | Sidney Miller                          | 3:21    |  |
| 5.  | ""Quero Ver Você No Baile""                     | Seu Jorge, Gabriel Moura               | 4:36    |  |
| 6.  | "Perdão Talvez (com Ed Motta)"                  | Paula Lima, Ed Motta, Bernardo Vilhena | 5:18    |  |
| 7.  | "Sai Daqui Tristeza"                            | Max Viana                              | 4:31    |  |
| 8.  | "A Paz Dançando Na Avenida"                     | Jorge Ben Jor                          | 4:46    |  |
| 9.  | "Mangueira (com Ivo Meirelles e o Funk'n'Lata)" | Seu Jorge                              | 4:11    |  |
| 10. | "Sem Pressa"                                    | Paula Lima                             | 5:00    |  |
| 11. | "Cirandar"                                      | Martinho da Vila, João de Aquino       | 3:47    |  |
| 12. | "As Famosas Gargalhadas do Yuka (com Ed Motta)" | Ed Motta                               | 3:48    |  |
| 13. | "Vem, Amor (com Don Betto)"                     | Don Betto, Carlos Rennó                | 4:24    |  |